# 赵志壮
赵志壮 (1963年10月—)，吉林大学教授，研究领域为蛋白质酪氨酸磷酸酶结构与功能，中华人民共和国教育部第六批“长江学者”特聘教授，曾取得俄勒冈州立大学博士学位。